# Щорс, Игорь Александрович
И́горь Алекса́ндрович Щорс (1915—1998) — советский разведчик, подполковник.

## Биография
Является троюродным братом Н. А. Щорса. Окончил Ленинградский горный институт летом 1940. После завершения учёбы его направили в Школу особого назначения НКВД СССР, где готовили разведчиков, которую окончил за день до начала Великой Отечественной войны. Через неделю И. А. Щорс вместе с разведчиками В. И. Пудиным и Н. Ф. Крупенниковым был вызван к П. А. Судоплатову и Б. З. Кобулову для отправки в Смоленск и Житомир, однако в связи с оккупацией этих городов врагом получили новые задания. Его назначили начальником цеха водоводов Рублёвской и Черепковской станций, которые снабжали Москву питьевой водой, предполагая оставление на подпольной работе в случае занятия столицы врагом. Группа Щорса должна была подготовить станцию к взрыву, если немцы войдут в Москву, а сам он — предложить оккупантам свои услуги. В составе группы находилась лаборантка по анализу питьевой воды, ставшая в 1946 его законной женой. В марте 1944 отозван для работы в центральном аппарате разведки, участник операций «Монастырь» и «Березино».
Участник атомного проекта СССР, в 1946 направлен в командировку в Болгарию, где немцы нашли хорошее месторождение урана, однако не успели развернуть добычу и переработку урановой руды. Как горный инженер два года работал начальником участка по добыче и переработке урановой руды и доставке её в Советский Союз, внёс множество технических предложений по добыче и переработке урановой руды. В 1948 вернулся в Москву и стал работать в Комитете информации при МИД СССР. В августе 1950 перешёл на работу начальником отделения в плановый отдел хозяйственного управления (ХОЗУ) МГБ СССР. После смерти Сталина был назначен начальником отдела норм и сводного планирования материально-технического снабжения МВД СССР.
Выйдя в отставку в декабре 1954 года, попросил дать ему как горному инженеру самую отстающую шахту. Ему выделили под руководство шахту на берегу Берингова залива. 1 мая 1955 года приступил к работе директором угольной шахты «Беринговская» и куратором посёлка Нагорный около неё. Под руководством Щорса шахта стала передовой, коллектив стал получать переходящие знамёна, награды, посёлок отстроился, работники получили квартиры со всеми удобствами, было налажено круглогодичное горячее водоснабжение. Игорь Александрович на Чукотке, как и в Болгарии, внёс множество рационализаторских предложений, направленных на добычу угля на Крайнем Севере и на улучшение быта населения.
На Чукотке проработал до 1977, после чего вернулся в Москву. Стал директором плавучего дома отдыха санаторного типа, организованного на теплоходе «Лев Толстой». В феврале 1987 произошёл несчастный случай: Игорь Александрович зацепился за латку на ковровой дорожке, упал с одной палубы на другую и сильно повредил позвоночник, в связи с чем пришлось окончательно уйти на пенсию. Занялся литературным и мемуарным творчеством.

### Звания
- майор;
- подполковник.

### Награды
- 21 февраля 1987 — орден Отечественной войны II степени;[2]
- 1945 — медаль «За победу над Германией в Великой Отечественной войне 1941—1945 гг.».

## Семья
- Жена — Наталья Викторовна Аристова (Арестова), радистка из ОМСБОНа, закончила специальные курсы по линии НКВД, где по ускоренной программе готовили бойцов для работы в составе разведывательно-диверсионных отрядов в тылу врага.[3]
- Сын — Владимир Игоревич Щорс.